# Ski (Stadt)
Ski (Ausspracheⓘ) ist eine norwegische Stadt in der Provinz (Fylke) Akershus. Die Stadt stellt das Verwaltungszentrum der Kommune Nordre Follo dar, liegt aber teilweise auch in der Kommune Ås. Ski hat 22.548 Einwohner (Stand: 1. Januar 2024). Bis Ende 2019 war Ski das Verwaltungszentrum der damaligen gleichnamigen Kommune Ski.

## Geografie und Einwohner
Ski liegt südöstlich von Oslo auf der Grenze zwischen den Kommunen Nordre Follo und Ås. Die Stadt ist ein sogenanntes Tettsted, also eine Ansiedlung, die für statistische Zwecke als eine städtische Siedlung gewertet wird. Zum 1. Januar 2024 lebten 14.900 der 22.548 Bewohner des Tettsteds in der Kommune Nordre Follo, die restlichen 7648 in Ås. Die Einwohner der Stadt werden Skiung genannt.

## Geschichte

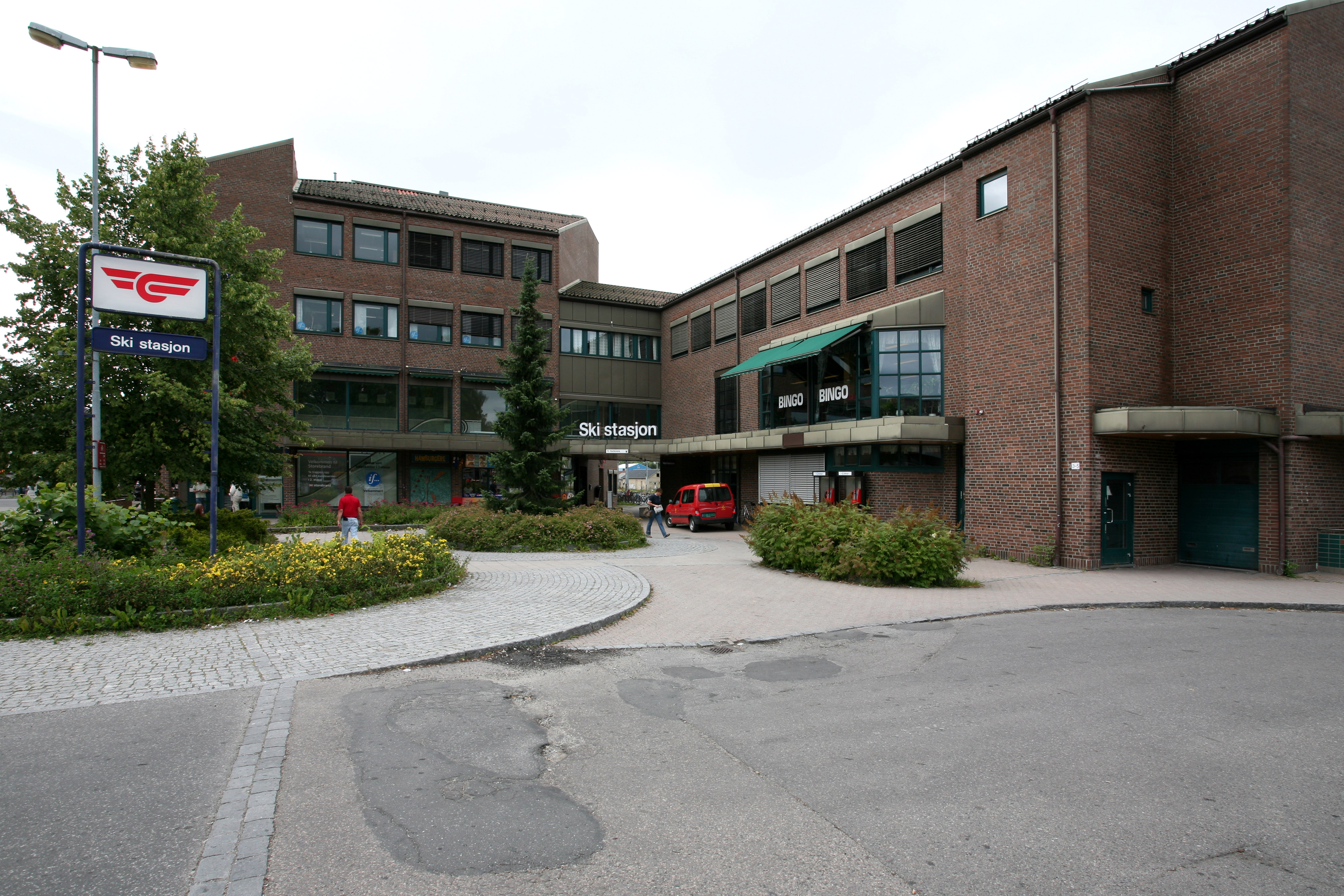
Bahnhof Ski, 2007

Ski erhielt 2004 den Stadtstatus. Bis Ende 2019 lag Ski größtenteils in der gleichnamigen Kommune Ski. Zum 1. Januar 2020 wurde die Kommune Ski im Rahmen der Kommunalreform in Norwegen mit Oppegård zur neuen Gemeinde Nordre Follo fusioniert.

## Verkehr
Der Bahnhof der Stadt liegt an den Bahnstrecken Østfoldbanen und Follobanen (eröffnet am 11. Dezember 2022), die beide nach Norden Richtung Oslo führen. Die Østfoldbanen teilt sich südlich von Ski in zwei Strecken auf: Eine führt in den Südosten nach Askim und Mysen, die andere in den Südwesten. Unmittelbar nördlich des Bahnhofs beginnt im Zuge der Follobanen der 19,5 km lange Blixtunnel, der längste Eisenbahntunnel Skandinaviens. Züge, die den Tunnel nutzen, halbieren ihre Fahrzeit von 22 auf 11 Minuten.
Im Südwesten der Stadt führt die Europastraße 18 (E18) an Ski vorbei.

## Persönlichkeiten
- Simen Guttormsen (* 2001), Stabhochspringer